# 2021年北印度洋氣旋季
2021年北印度洋氣旋季，泛指在2021年全年內的任何時間，於北印度洋水域所產生的熱帶氣旋。雖然有關方面並沒有設下本颱風季的指定期限，但大部份北印度洋的熱帶氣旋通常都會於四月至十二月期間形成。
本條目的範圍僅侷限於北印度洋水域。在北印度洋產生的氣旋風暴是由隶属于印度地球科学部的印度氣象局新德里氣旋中心命名，而在該地區的熱帶低氣壓的編號都以 A/B 字母作結。
在香港天文台的天氣圖上也包括東北印度洋地區，若有熱帶氣旋形成，則採用世界氣象組織級別法，最高強度都稱之為「超強颱風」，所有風暴都是無命名的。
（以下各氣旋風暴資訊以氣旋風暴存在期間的最強形態為名稱。）

## 已被國際命名的熱帶氣旋
自2021年北印度洋氣旋季開始以來，本氣旋季總共產生了以下熱帶氣旋。

### 極強氣旋風暴陶特（Tauktae）
5月11日，一個低壓在葉門索科特拉島東南方形成，美國海軍研究實驗室給予擾動編號92A。上午10時，聯合颱風警報中心給予發展評級「中」。
5月13日晚間8時，聯合颱風警報中心將評級升為「高」。
5月14日下午3時，印度氣象局給予其編號ARB 01，評價為低氣壓。同時，聯合颱風警報中心將其升格為熱帶風暴，給予熱帶氣旋編號01A。晚間8時，印度氣象局將其升格為強低氣壓。
5月15日上午6時，印度氣象局將其升格為氣旋風暴，並命名為陶特（Tauktae）。
5月16日凌晨12時，印度氣象局將其升格為強烈氣旋風暴。上午6時，聯合颱風警報中心將其升格為一級熱帶氣旋。上午10時，印度氣象局將其升格為特強氣旋風暴。下午2時，聯合颱風警報中心將其升格為二級熱帶氣旋。晚間8時，聯合颱風警報中心將其升格為三級熱帶氣旋。
5月17日上午8時，聯合颱風警報中心將其升格為四級熱帶氣旋。上午10時，印度氣象局將其升格為極強氣旋風暴。晚間8時，聯合颱風警報中心將其降格為三級熱帶氣旋。
5月18日上午8時，印度氣象局將其降格為特強氣旋風暴。上午9時，聯合颱風警報中心將其降格為二級熱帶氣旋。下午2時，印度氣象局將其降格為強烈氣旋風暴。下午5時，聯合颱風警報中心將其降格為一級熱帶氣旋。同時，印度氣象局將其降格為氣旋風暴。
5月19日上午7時，聯合颱風警報中心將其降格為熱帶風暴。同時，印度氣象局將其降格為強低氣壓。上午10時，印度氣象局發佈最終報。

### 特強氣旋風暴亞斯（Yaas）
5月21日，一個低氣壓在印度維沙卡帕特南南東南方形成，美國海軍研究實驗室給予擾動編號93B。
5月22日上午10時，聯合颱風警報中心給予發展評級「中」。下午4時，聯合颱風警報中心將其升格為熱帶性低氣壓。晚間10時，聯合颱風警報中心將評級升為「高」。
5月23日下午5時，印度氣象局給予其編號BOB 02，評價為低氣壓。
5月24日凌晨2時，聯合颱風警報中心將其評為季風低壓。上午6時，印度氣象局將其升格為強低氣壓。上午9時，聯合颱風警報中心將其評為熱帶風暴，給予熱帶氣旋編號02B。上午10時，印度氣象局將其升格為氣旋風暴，並命名為亞斯（Yaas）。
5月25日上午5時，印度氣象局將其升格為強烈氣旋風暴。晚間8時，聯合颱風警報中心將其升格為一級熱帶氣旋。
5月26日上午4時，印度氣象局將其升格為特強氣旋風暴。下午2時，聯合颱風警報中心將其降格為熱帶風暴。下午3時，聯合颱風警報中心將發布最終警告。晚間9時，印度氣象局將其降格為強烈氣旋風暴。
5月27日凌晨2時，印度氣象局將其降格為氣旋風暴。凌晨4時，聯合颱風警報中心將其降格為熱帶風暴。上午5時，印度氣象局將其降格為強低氣壓。上午11時，聯合颱風警報中心將其降格為熱帶性低氣壓。下午5時，印度氣象局將其降格為低氣壓。

### 氣旋風暴古拉布（Gulab）
9月24日下午1時，美國海軍研究實驗室將位在緬甸東方的低壓評為熱帶擾動，並給予擾動編號96B。下午2時，聯合颱風警報中心跳過「低」、「中」、「高」三個評級並直接將其升格為熱帶風暴，給予熱帶氣旋編號03B。不久後，印度氣象局將其升格為低氣壓，給予編號BOB 04。
9月25日晚間11時，印度氣象局將其升格為氣旋風暴，並命名為古拉布（Gulab）。

### 強烈氣旋風暴沙辛（Shaheen）
9月29日，一個低壓在阿拉伯海東北部形成，美國海軍研究實驗室給予擾動編號92A。上午10時，聯合颱風警報中心給予發展評級「高」。
9月30日下午3時，印度氣象局評價為低氣壓，給予其編號ARB 02。下午9時，聯合颱風警報中心將其升格為熱帶風暴，給予熱帶氣旋編號03B。同時，印度氣象局將其升格為強低氣壓。
10月1日上午6時，印度氣象局將其升格為氣旋風暴，並命名為沙辛（Shaheen）。下午3時，印度氣象局將其升格為強烈氣旋風暴。晚間8時，聯合颱風警報中心將其升格為一級熱帶氣旋。
10月2日上午9時，聯合颱風警報中心將其降格為熱帶風暴。下午3時，聯合颱風警報中心再度將其升格為一級熱帶氣旋。
下午9時，聯合颱風警報中心發佈最終警報。同時，印度氣象局將其降格為低氣壓，並發佈最終報。

### 氣旋風暴賈瓦德（Jawad）
11月27日，一個低氣壓在越南胡志明市東南方形成，美國海軍研究實驗室給予擾動編號94W。
12月3日凌晨1時，印度氣象局給予其編號BOB 07，評價為低氣壓。上午10時，聯合颱風警報中心將其評為熱帶風暴，給予熱帶氣旋編號05B。下午4時，印度氣象局將其升格為氣旋風暴，並命名為賈瓦德（Jawad）。

## 未被國際命名的熱帶氣旋

### 低氣壓BOB 01
3月28日，一個低氣壓在泰國普吉西南偏西方形成，美國海軍研究實驗室給予擾動編號90B。
3月30日上午9時，聯合颱風警報中心給予發展評級「低」。
4月2日下午4時，印度氣象局評價為低氣壓。晚間9時，印度氣象局給予其編號BOB 01。

### 強低氣壓BOB 03
9月11日，一個低氣壓在印度金奈東北部形成，美國海軍研究實驗室給予擾動編號95B。
9月12日下午4時，聯合颱風警報中心給予發展評級「高」。晚間9時，印度氣象局評價為低氣壓。
9月13日上午9時，印度氣象局給予其編號BOB 03。
9月15日，印度氣象局認為其已消散。

### 低氣壓ARB 03
11月7日，一個低氣壓在印度金奈東南部形成，美國海軍研究實驗室給予擾動編號90A。
11月8日晚間6時，印度氣象局評價為低氣壓，並且給予其編號ARB 03。

### 低氣壓BOB 05
11月7日，一個低氣壓在蘇門答臘島東北方形成，美國海軍研究實驗室給予擾動編號91B。
11月11日凌晨3時，印度氣象局評價為低氣壓，並且給予其編號BOB 05。下午3時，聯合颱風警報中心將其評為熱帶風暴，給予熱帶氣旋編號04B。

#### 事後調整
聯合颱風警報中心在2022年8月5日發布的最佳路徑中，將其巔峰風速上調至40節（每小時75公里）。

### 低氣壓BOB 06
11月13日，一個低氣壓在泰國普吉島西北方形成，美國海軍研究實驗室給予擾動編號92B。
11月18日下午2時，印度氣象局評價為低氣壓，並且給予其編號BOB 06。

## 2021年風暴名單
熱帶氣旋一旦在孟加拉灣或阿拉伯海增強為氣旋風暴後，印度氣象局就會給予名字。本年度第一個使用的名字是「Tauktae」。
印度氣象局自2020年起採用新世代命名表，命名工作由印度氣象局負責，名字是根據以下名單而定，不按年度劃分。風暴名字由13個國家各自提交13個名稱，並以該國英文名稱按字母順序排列，名字使用順序同西北太平洋。尚未使用的名稱以灰色表示，黑體字表示該年已經使用過。
| 提供國家   | 名稱    | 名稱     | 名稱     | 名稱     | 名稱     | 名稱    | 名稱     | 名稱    | 名稱       | 名稱     | 名稱     | 名稱     | 名稱      |
| ---------- | ------- | -------- | -------- | -------- | -------- | ------- | -------- | ------- | ---------- | -------- | -------- | -------- | --------- |
| 孟加拉     | Nisarga | Biparjoy | Amab     | Upakul   | Barshon  | Rajani  | Nishith  | Urmi    | Meghala    | Samiron  | Pratikul | Sarobor  | Mahanisha |
| 印度       | Gati    | Tej      | Murasu   | Aag      | Vyom     | Jhar    | Probaho  | Neer    | Prabhanjan | Ghurni   | Ambud    | Jaladhi  | Vega      |
| 伊朗       | Nivar   | Hamoon   | Akvan    | Sepand   | Booran   | Anahita | Azar     | Pooyan  | Arsham     | Hengame  | Savas    | Tahamtan | Toofan    |
| 馬爾代夫   | Burevi  | Midhili  | Kaani    | Odi      | Kenau    | Endheri | Riyau    | Guruva  | Kurangi    | Kuredhi  | Horangu  | Thundi   | Faana     |
| 緬甸       | Tauktae | Michaung | Ngamann  | Kyarthit | Sapakyee | Wetwun  | Mwaihout | Kywe    | Pinku      | Yinkaung | Linyone  | Kyeekan  | Bautphat  |
| 阿曼       | Yaas    | Remal    | Sail     | Naseem   | Muzn     | Sadeem  | Dima     | Manjour | Rukam      | Watad    | Al-jarz  | Rabab    | Raad      |
| 巴基斯坦   | Gulab   | Asna     | Sahab    | Afshan   | Manahil  | Shujana | Parwaz   | Zannata | Sarsar     | Badban   | Sarrab   | Gulnar   | Waseq     |
| 卡塔爾     | Shaheen | Dana     | Lulu     | Mouj     | Suhail   | Sadaf   | Reem     | Rayhan  | Anbar      | Oud      | Bahar    | Seef     | Fanar     |
| 沙特阿拉伯 | Jawad   | Fengal   | Ghazeer  | Asif     | Sidrah   | Hareed  | Faid     | Kaseer  | Nakheel    | Haboob   | Bareq    | Alreem   | Wabil     |
| 斯里蘭卡   | Asani   | Shakhti  | Gigum    | Gagana   | Verambha | Garjana | Neeba    | Ninnada | Viduli     | Ogha     | Salitha  | Rivi     | Rudu      |
| 泰國       | Sitrang | Montha   | Thianyot | Bulan    | Phutala  | Aiyara  | Saming   | Kraison | Matcha     | Mahingsa | Phraewa  | Asuri    | Thara     |
| 阿聯酋     | Mandous | Senyar   | Afoor    | Nahhaam  | Quffal   | Daaman  | Deem     | Gargoor | Khubb      | Degl     | Athmad   | Boom     | Safar     |
| 也門       | Mocha   | Ditwah   | Diksam   | Sira     | Bakhur   | Ghwizy  | Hawf     | Balhaf  | Brom       | Shuqra   | Fartak   | Darsah   | Samhah    |

## 氣旋季影響
以下圖表顯示了2021年北印度洋氣旋季的所有熱帶氣旋以及它們的登陸資料(如有)。在括號內的死亡人數屬於非直接，但仍與風暴有關的死亡。所有破壞及死亡數字都包括風暴在擾動及溫帶氣旋階段時的資料。
| 風暴名稱     | 持續日期               | 最高強度     | 持續風速      | 氣壓         | 影響地區                                                                     | 損失 （美元） | 死亡人數 | 來源  |
| ------------ | ---------------------- | ------------ | ------------- | ------------ | ---------------------------------------------------------------------------- | ------------- | -------- | ----- |
| BOB 01       | 4月2日－4月3日         | 低氣壓       | 每小時45公里  | 1000百帕斯卡 | 安達曼-尼科巴群島、緬甸                                                      | 無            | 0        |       |
| 陶特         | 5月14日－5月19日       | 極強氣旋風暴 | 每小時185公里 | 950百帕斯卡  | 德里、喀拉拉邦、拉克沙群島、馬爾代夫、哈里亞納邦、信德省、斯里蘭卡、印度西部 | 21亿          | 174      | [ 1 ] |
| 亞斯         | 5月23日－5月27日       | 特強氣旋風暴 | 每小時140公里 | 970百帕斯卡  | 安達曼-尼科巴群島、孟加拉、印度東部、尼泊爾、北方邦                          | 28.40亿       | 20       |       |
| BOB 03       | 9月12日－9月15日       | 強低氣壓     | 每小時55公里  | 995百帕斯卡  | 恰蒂斯加爾邦、奧里薩邦、中央邦、西孟加拉邦                                   | 未知          | 3        |       |
| 古拉布       | 9月24日－9月28日       | 氣旋風暴     | 每小時85公里  | 992百帕斯卡  | 安德拉邦、恰蒂斯加爾邦、馬哈拉施特拉邦、奧里薩邦、泰倫加納邦                 | 2.69億        | 20       |       |
| 沙辛         | 9月30日－10月5日       | 強烈氣旋風暴 | 每小時110公里 | 986百帕斯卡  | 俾路支省、伊朗、古加拉特邦、阿曼、信德省                                     | 1億           | 14       |       |
| ARB 03       | 11月8日－11月10日      | 低氣壓       | 每小時45公里  | 1002百帕斯卡 | 拉克沙群島                                                                   | 無            | 0        |       |
| BOB 05       | 11月11日－11月12日     | 低氣壓       | 每小時45公里  | 1000百帕斯卡 | 安德拉邦、坦米爾那都邦、喀拉拉邦、斯里蘭卡                                   | 未知          | 41       |       |
| BOB 06       | 11月18日－18月19日     | 低氣壓       | 每小時45公里  | 1000百帕斯卡 | 坦米爾那都邦                                                                 | 無            | 0        |       |
| 賈瓦德       | 12月3日－2021年12月6日 | 氣旋風暴     | 每小時75公里  | 999百帕斯卡  | 安達曼-尼科巴群島、安德拉邦、奧里薩邦、西孟加拉邦                            | 無            | 2        |       |
| 季節總結     |                        |              |               |              |                                                                              |               |          |       |
| 10個熱帶氣旋 | 4月2日－2021年12月6日  |              | 每小時195公里 | 950百帕斯卡  |                                                                              | 48.60亿       | 273      |       |

## 外部連結
- 印度氣象局（页面存档备份，存于）
- 聯合颱風警報中心（页面存档备份，存于）
- 中國國家氣象中心-北印度洋氣旋公報（页面存档备份，存于）
- 泰國地球物理暨氣象部門（页面存档备份，存于）